# Жаксибайський сільський округ
Жаксиба́йський сільський округ (каз. Жақсыбай ауылдық округі, рос. Жаксыбайский сельский округ) — адміністративна одиниця у складі Жанібецького району Західноказахстанської області Казахстану. Адміністративний центр — село Жаксибай.
Населення — 1053 особи (2021; 1396 у 2009, 1598 у 1999, 1626 у 1989).
Станом на 1989 рік існувала Свердловська сільська рада (села Кунашапкан, Молочне, Свердлово). Село Кунаншапкан ліквідовано 2003 року.

## Склад
До складу округу входять такі населені пункти:
| Населений пункт   | Старі назви | Населення, осіб (1989) | Населення, осіб (1999) | Населення, осіб (2009) | Населення, осіб (2021) |
| ----------------- | ----------- | ---------------------- | ---------------------- | ---------------------- | ---------------------- |
| Акадир, село      | Молочне     | 222                    | 194                    | 81                     | 10                     |
| Жаксибай, село    | Свердлово   | 1228                   | 1263                   | 1315                   | 1043                   |
| Кунаншапкан, село | Кунашапкан  | 95                     | 141                    | -                      | -                      |